# Lasioptera terminaliae
Lasioptera terminaliae är en tvåvingeart som beskrevs av Tavares 1908. Lasioptera terminaliae ingår i släktet Lasioptera och familjen gallmyggor.
Artens utbredningsområde är Moçambique. Inga underarter finns listade i Catalogue of Life.